# Ceriano Laghetto
Ceriano Laghetto (Cerian in dialetto brianzolo, AFI: [tʃeˈrjãː]) è un comune italiano di 6 757 abitanti della provincia di Monza e della Brianza in Lombardia.

## Geografia fisica
Dista 20 km da Milano, 16 km da Monza, e 20 km a sud di Como
Confina con i comuni di Solaro, Cogliate, Bovisio Masciago, Cesano Maderno e Saronno e ha tre frazioni: Dal Pozzo, Brollo e San Damiano, quest'ultima inglobata nel tessuto cittadino.
Il comune è caratterizzato dal laghetto, facente parte di una proprietà privata non visitabile e da una porzione di bosco inglobato nel Parco delle Groane, un parco naturale accessibile grazie a numerose piste ciclabili.
Pur facendo parte di un'area densamente popolata a nord di Milano, solo una piccola parte del territorio comunale è urbanizzata, mentre circa metà è occupata da un laghetto molto disteso e profondo. All'interno delle sue acque è possibile trovare varie forme di vita.

## Storia
Tra il 1809 e il 1816, come fra il 1869 e il 1919, il comune di Ceriano annesse a sé i territori di Cogliate e di Solaro.

### Simboli
Lo stemma e il gonfalone sono stati concessi con decreto del presidente della Repubblica dell'8 ottobre 1976.
Il gonfalone è un drappo troncato di verde e di azzurro.

## Monumenti e luoghi d'interesse
- Chiesa di San Vittore

## Società

### Evoluzione demografica
Abitanti censiti

### Etnie e minoranze straniere
Al 1º gennaio 2024 la popolazione straniera residente era di 280 persone, pari al 4,2% di tutti i residenti. Le nazionalità maggiormente rappresentate in base alla loro percentuale sul totale della popolazione residente erano:
1. Romania, 69
2. Albania, 35
3. Ucraina, 27

## Cultura
La Biblioteca Civica di Ceriano Laghetto fa parte della rete bibliotecaria provinciale di Varese e del Sistema Bibliotecario di Saronno.

### Feste e manifestazioni paesane
- Maratona Straceriano: a maggio, manifestazione podistica intercomunale[8]
- Notte Bianca: inizio luglio. Enogastronomia, street food e attività culturali varie[9]
- Festa dei cortili: Dal 2015, ogni prima domenica di ottobre, si svolge la "Festa dei cortili" con esposizione e vendita di prodotti eno-gastronomici tradizionali del territorio.[10]
- Mercatini di Natale: a metà dicembre, esposizione vendita di prodotti gastronomici correlati al Natale, attività culturali[11]

## Geografia antropica

### Urbanistica
Urbanisticamente, il paese è caratterizzato da villette, a fronte di poche palazzine di maggior volume. Il centro storico si estende intorno alla piazza prospiciente il municipio e al parco cittadino retrostante, detto "giardinone".
A Ceriano Laghetto la presenza industriale rispecchia quella dell'Alto milanese; di particolare interesse sono l'area ex Rhodia e la Gianetti che hanno sede nel paese.

## Infrastrutture e trasporti
Il centro abitato è servito dalla stazione di Ceriano Laghetto-Solaro, in cui fermano i treni della linea S9 del servizio ferroviario suburbano di Milano.
Fino al dicembre 2018 era in servizio anche la stazione di Ceriano Laghetto Groane, anch’essa servita dalla linea S9, che a partire dal cambio di orario di quell’anno venne saltata dalla maggioranza dei treni. A febbraio 2024, nella stazione effettuano fermata sei coppie di treni, solo durante i giorni festivi.

## Amministrazione
| Periodo        | Periodo        | Primo cittadino           | Partito                            | Carica  | Note |
| -------------- | -------------- | ------------------------- | ---------------------------------- | ------- | ---- |
| 14 giugno 1989 | 13 giugno 1999 | Maurizio Maiocchi         | centro                             | Sindaco |      |
| 14 giugno 1999 | 7 giugno 2009  | Antonella Ferrario        | centro                             | Sindaco |      |
| 8 giugno 2009  | 26 maggio 2019 | Dante Cattaneo            | Lega                               | Sindaco |      |
| 27 maggio 2019 | 9 giugno 2024  | Roberto Leone Crippa      | Lega                               | Sindaco |      |
| 10 giugno 2024 | in carica      | Massimiliano Armando Occa | Orizzonte Comune (centro-sinistra) | Sindaco |      |

## Sport
Nel paese è sito un centro sportivo qualificato di tennis e calcio a 5. Nel 2014 la squadra femminile di tennis ha conquistato la promozione in serie A1 nazionale.
Nella frazione di Dal Pozzo ha sede la squadra di calcio F.C. Dal Pozzo militante in Seconda Categoria